# Hans Watermann
Hans Watermann (* 23. März 1904 in Papenburg; † 20. Februar 1988 in Vechta) war ein deutscher  Politiker (CDU) und Abgeordneter des Niedersächsischen Landtages.

## Leben
Watermann besuchte in Papenburg die Volksschule und danach ein Realgymnasium. Er studierte Volkswirtschaftslehre. Zunächst arbeitete er im Bankfach und wurde dann Journalist. Bis zu ihrem Verbot im Juli 1933 war Watermann aktives Mitglied der Zentrumspartei und des Augustinus-Vereins zur Pflege der katholischen Presse. Er war Redakteur beim Westfälischen Kurier und ab 1928 Redakteur und später Chefredakteur der Zentrumszeitung Dürener Zeitung. 1937 wurde die Zeitung gleichgeschaltet und Watermann trat in die NSDAP ein. Als Eintrittsdatum wird auf der Partei-Karteikarte der 1. Mai 1937 angegeben (Mitgliedsnummer 4.615.584), während der Aufnahmeantrag erst am 13. Juli 1937 gestellt wurde. Ab 1941 bis zur Einstellung der Zeitung 1944 war er Hauptschriftleiter (Chefredakteur) des Chemnitzer Tageblatts. Watermann wurde als einziges Redaktionsmitglied nicht im Pressewesen weiterbeschäftigt, sondern der Wehrmacht überstellt. Nach dem Krieg war er für kurze Zeit in Kriegsgefangenschaft. Seit 1946 war er Landes-Caritasdirektor und dann Stiftungsvorstand mehrerer gemeinnütziger Anstalten. Weiterhin war er stellvertretender Vorsitzender der Nordwestdeutschen Krankenhausgesellschaft und Mitglied des Hauptausschusses des Deutschen Vereins für öffentliche und private Fürsorge. 
Watermann war seit 1955 Mitglied des Verwaltungsrates des Norddeutschen Rundfunks und dabei mehrfach dessen Vorsitzender bzw. stellvertretender Vorsitzender. Mitglied des Niedersächsischen Landtages war er von der zweiten bis zur fünften Wahlperiode vom 12. September 1953 bis zum 5. Juni 1967. Er vertrat den Wahlkreis Vechta und war Vorsitzender des Ausschusses für Gesundheitswesen ab dem 26. Juni 1963. Am Konkordat zwischen dem Land Niedersachsen und dem Vatikan 1965 war er beratend tätig.

## Auszeichnungen
Watermann war Träger des Großen Verdienstkreuzes der Bundesrepublik Deutschland, des Niedersächsischen Verdienstordens und der Bistumsplakette der Diözese Münster.